# 1,1-Difluoroethan
1,1-Difloroetan, hay DFE, là hợp chất cơ flo có công thức hóa học C2H4F2. Khí không màu này được sử dụng làm chất làm lạnh R-152a (refrigerant-152a) hoặc HFC-152a (<b>h</b>idro<b>f</b>loro<b>c</b>acbon-152a). 1,1-Difloroetan sử dụng làm chất đẩy cho thuốc xịt khí dung và trong các sản phẩm xịt bụi bám vệ sinh đồ dùng. Thay thế cho choroflorocacbon (CFC), 1,1-difloroetan có tiềm năng suy giảm tầng ozon bằng 0, tiềm năng nóng lên toàn cầu thấp hơn (124) và tuổi thọ trong khí quyển ngắn hơn (1,4 năm). 1,1-Difloroetan gần đây đã được phê duyệt để sử dụng trong các động cơ ô tô thay thế cho R-134a. 

## Sản xuất
1,1-Difloroetan là sản phẩm của phản ứng cộng giữa hydro fluoride và acetylen, xúc tác thủy ngân:
HCCH + 2 HF  →  CH3CHF2
Chất trung gian trong quá trình này là vinyl fluoride (C2H3F), tiền chất monome của polyvinyl fluoride.

## Công dụng
Nhờ chỉ số tiềm năng làm ấm toàn cầu (GWP) tương đối thấp (bằng 140) với các đặc tính vật lý nhiệt thuận lợi, 1,1-Difloroetan được đề xuất như là chất thay thế rất thân thiện với môi trường so với R134a. Mặc dù dễ cháy, 1,1-difloroetan cũng có áp suất vận hành và Công suất làm lạnh theo thể tích (VCC) tương tự R134a nên có thể được sử dụng trong các thiết bị làm lạnh có thể tích lớn, dùng trong bộ trao đổi nhiệt trong bảng mạch, ví dụ: ống dẫn nhiệt trong máy tính.
1,1-Difloroetan cũng được sử dụng trong bình xịt và nhiều sản phẩm tiêu dùng dưới sự tuân thủ các yêu cầu nghiêm ngặt của VOC.
Khối lượng phân tử của 1,1-difloroetan là 66, khá thuận tiện cho việc phát hiện rò rỉ chân không trong các hệ thống sắc ký khí khối phổ (GC-MS). Khí rẻ tiền và có sẵn. Quan sát bằng phương pháp phổ khối lượng, phân mảnh thì thấy pic cơ sở tại 51m/z trong EI-MS điển hình, còn pic chính tại 65 m/z, khác biệt với mọi chất có trong không khí. Nếu dùng phổ khối lượng đo các pic khối lượng không khi mà có sự tương ứng với phổ của 1,1-difloroetan, có thể xác định ngay được điểm nghi ngờ bị rò rỉ khí trong máy chân không là chính xác.

## An toàn
DFE là chất gây say nếu hít phải và nguy hiểm cho sức khỏe. Chi phí thấp, dễ dàng có sẵn và đóng gói trong các lọ xịt bụi, các bình xịt khiến DFE được sử dụng rộng rãi, đôi khi là lạm dụng. Nếu cố tình hít phải hoặc xông khí vào họng thì có thể dẫn đến tử vong. DFE gây ra cái chết tức thời của nhiều cá nhân bằng cách gây ra chứng rối loạn nhịp tim, gây tử vong. Một số báo cáo về các vụ tai nạn xe hơi gây tử vong có liên quan đến việc các tài xế lái xe hít phải DFE. TĐể giảm tình trạng hít phải, chất đắng nhân tạo được thêm vào sản phẩm nhằm cảnh báo người dùng nếu như họ đang hít phải. Tuy nhiên biện pháp này không bị ràng buộc về mặt pháp lý và không ngăn chặn việc sử dụng tràn lan sản phẩm này như một loại thuốc.
Trong một nghiên cứu của DuPont, cho chuột phơi nhiễm nồng độ 25.000 ppm (67,485 mg m−3) trong 6 giờ mỗi ngày, 5 ngày một tuần trong 2 năm. Nghiên cứu cho thấy DFE nằm trong mức tác hại không quan sát được (no-observed-adverse-effect level, NOAEL). Phơi nhiễm kéo dài với DFE có ảnh hưởng tới người qua sự phát triển của bệnh động mạch vành và đau thắt ngực.
Mặc dù không quá dễ cháy ở dạng khí, 1,1-difloroetan có thể cháy trong một số điều kiện nhất định. Trên một số bình xịt bụi có nhãn cảnh báo an toàn. Khi chuyển sang phun chất lỏng, aerosol của hợp chất florocacbon rất dễ bắt lửa, tạo ra vụ nổ rất lớn và giải phóng khí cực độc như hydro fluoride và cacbonyl fluoride.